# Храм Сергия Радонежского на Ходынском поле
Храм Преподобного Сергия Радонежского на Ходынском поле — утраченный православный храм в Москве, находившийся при летних военных лагерях на Ходынском поле. Построен в 1892—1893 годах на средства благотворителей, действовал в летнее время. Деревянный храм выдержан в неорусском стиле, автор проекта — архитектор Иван Хородинов. После Октябрьской революции храм был закрыт и к 1930-м годам снесён.
В 2015—2017 годах был возведён новый храм Сергия Радонежского на Ходынском поле на новом месте по новому проекту.

## История

### Основание и строительство

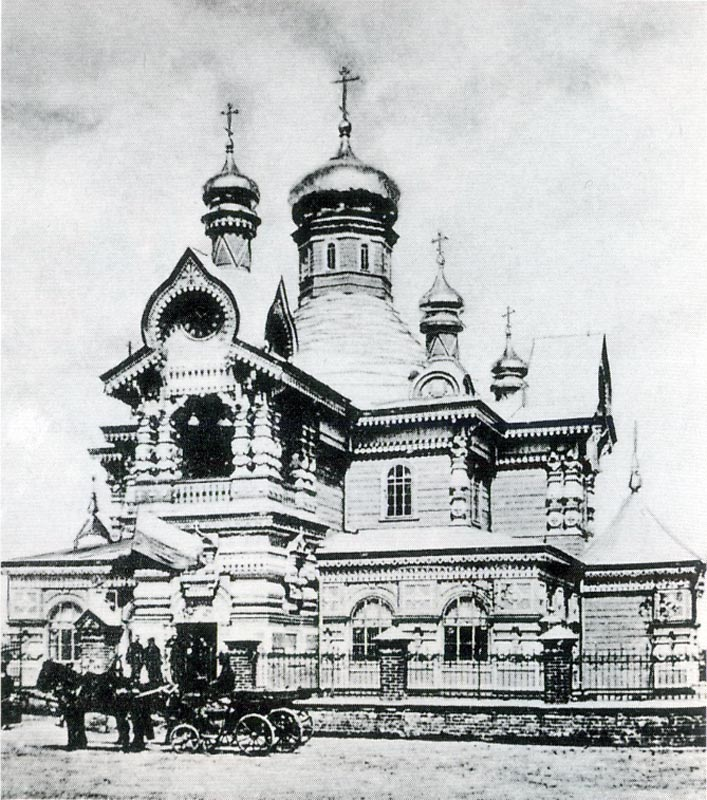
Фасад храма

В XIX веке на Ходынском поле каждое лето стали размещать военные лагеря. При этих лагерях была походная церковь в виде небольшого шатра с отделением для алтаря и столбиком с колоколами. К концу XIX века количество солдат на Ходынском поле превысило 30 тысяч человек, и походная церковь не могла вместить всех желающих. Появилась необходимость построить при военных лагерях постоянный большой летний храм.
В 1887—1888 годах командование Московского гарнизона приняло решение о строительстве храма. Купец и почётный гражданин Москвы Николай Павлович Каверин предложил на свои средства построить деревянный храм во имя Сергия Радонежского «в память благополучного пребывания Их Императорских Величеств в 1883 г. в Москве и Высочайшего смотра войск 28 мая того же года на Ходынском поле». У иконописца Ф. Е. Кудряшова он заказал иконостас, копию иконостаса Успенского собора Кремля, и в 1888 году он был готов. Коллежский советник архитектор Иван Павлович Хородинов (Херодинов) выполнил эскизы будущего храма, но Московское губернское правление их отклонило и потребовало доработки. Вскоре выяснилось, что Каверин не сможет полностью профинансировать строительство храма. Работы по проектированию были приостановлены.
В 1891 году в японском городке Оцу было совершено покушение на цесаревича Николая Александровича, после которого он чудом остался жив. Командующий Московским военным округом генерал-адъютант Апостол Спиридонович Костанда предложил построить гарнизонный храм в память о чудесном избавлении наследника престола от опасности. После этого появилось много благотворителей, была создана комиссия по сбору средств на строительство церкви. Основную часть средств пожертвовали купцы В. Г. Глинский, С. И. Натрускин, А. М. Михайлов. Другие купцы финансировали отдельные работы: купец Я. В. Шилов предоставил железо для кровли, И. П. Воробьёв предложил выполнить малярные работы, Д. Б. Борисов изготовил колокола, В. И. Бойков — иконостасы приделов, Н. И. Силуанов — церковную ограду. Московский городской голова Константин Рукавишников пожертвовал храму иконы, а А. С. Костанда — священническое облачение.
К марту 1892 года архитектор Хородинов представил доработанный проект храма, и он был утверждён. 8 мая на стройплощадке начались земляные работы, вскоре были завезены стройматериалы. Официальная церемония закладки храма состоялась 24 июня, когда стены церкви уже стояли. На торжественной церемонии присутствовали митрополит Московский Леонтий (Лебединский) и епископы и архимандриты Чудова и Знаменского монастырей. К 500-летию со дня смерти Сергия Радонежского основная часть строительных работ была завершена, оставалась только отделка. 1 ноября состоялись водружение крестов на главы храма и установка на звонницу двух из восьми колоколов. Храм был полностью построен уже на следующий год. Освящение храма состоялось 23 мая 1893 года. В тот день из храма Христа Спасителя к Ходынскому полю проследовал крестный ход. Чин освящения совершили епископ Дмитровский Александр (Светлаков), епископ Можайский Тихон (Никаноров) и наместник Троице-Сергиевой лавры Павел.

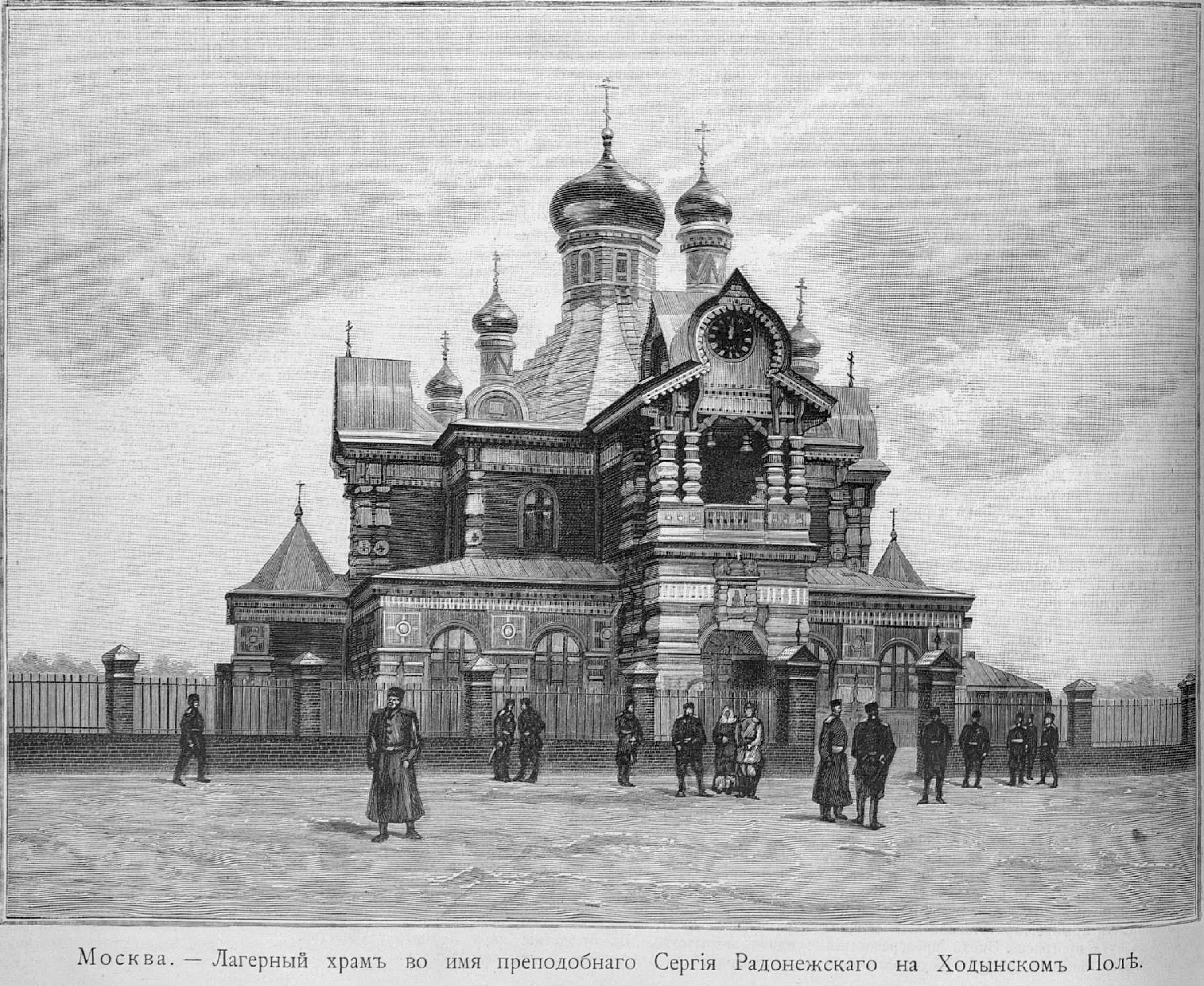
Храм в конце XIX века

Церковь была рассчитана на 1000 человек. Стоимость строительства составила 60 тысяч рублей. Церковь изначально задумывалась однопрестольной, но затем решили сделать два боковых придела. Основной престол был освящён во имя Сергия Радонежского. Придел Александра Невского и Марии Магдалины был устроен в ознаменование 25-летия супружества Александра III и Марии Фёдоровны. Придел Святителя Николая был устроен в память о чудесном спасении Николая Александровича.
В верхней части колокольни с трех сторон помещались башенные часы, пожертвованные П. К. Липинским, а ниже их — колокола, самый большой из которых весил 63 пуда
Церковь была летней и не отапливалась, но в одном из приделов на зиму ставили печь, и там могли проводиться службы. Церковь стояла на территории площадью 50×50 саженей (около гектара), обнесённой оградой с металлической решёткой. Там находился дом священника, дом дьякона и помещение для караула.
Располагалась церковь напротив середины Ходынского военного лагеря . По мнению известного москвоведа С. К. Романюка, это место сегодня можно найти в районе ограды парка «Берёзовая Роща» севернее дома 6 по улице Куусинена. При сравнении современных карт с «Планом Ходынского поля и окрестностей» 1916 г. место, на котором находился Храм, определяется точнее — во дворе между домом 6 по проезду Березовой Рощи и домом 17 по Ходынскому бульвару. Храм был виден от Петербургского шоссе. В разные годы в храме служили священники: А. А. Лебедев, Анатолий Соколов, Сергей Калиновский.

### Закрытие и снос
В 1919 году храм был закрыт. Командиры лагерей сначала хотели устроить в этом здании читальню, партийную школу и концертную эстраду. По их словам, в церкви «нет живописи, и если снять иконы и купола, завесить щитами и эмблемами кресты, вырезанные в стенах, то ничего не будет напоминать о бывшей церкви». В 1921 году была составлена опись церковного имущества, которая свидетельствовала о царившем в храме беспорядке: «на полу у входа разбросаны части подсвечников, паникадил и семисвечников, а также иконы, поломанные хоругви, битое стекло, обломки от рам». В 1920-х годах часть икон передали подворью Михаило-Архангельского уфимского монастыря у Пресненской заставы. Колокола были увезены в село Белое Калязинского уезда Тверской губернии. Во второй половине 1920-х годов церковь была снесена по причине того, что «присутствие её плохо отражается на политработе».

## Архитектура и оформление

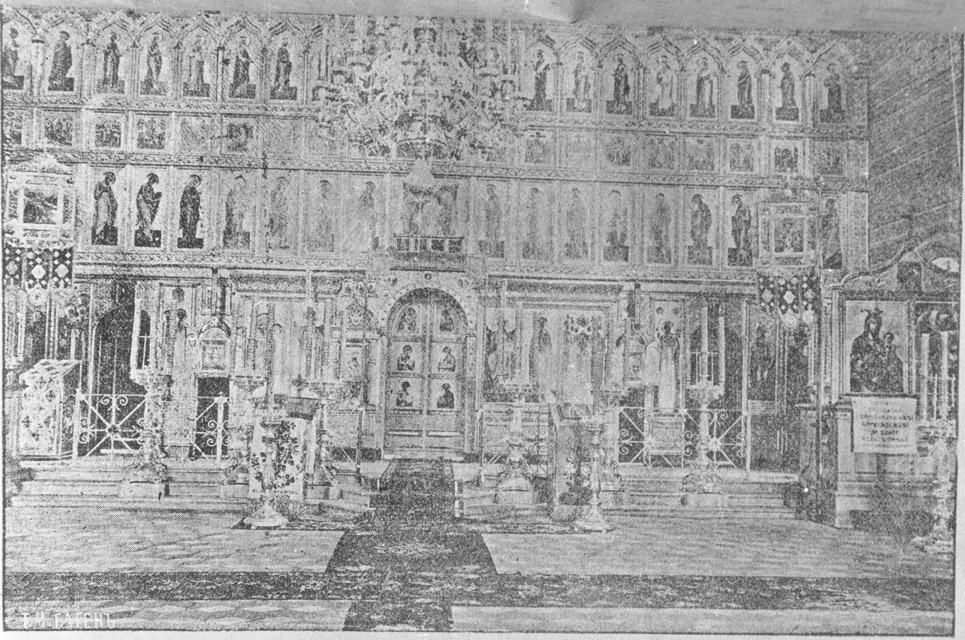
Внутренний вид храма

Старый храм был построен в стиле древнерусского деревянного зодчества. Деревянная церковь стояла на каменном фундаменте. Крестообразный в плане храм венчал шатёр с массивной главой, вокруг которой установлены четыре малые главы. Все купола имели позолоту. В нижней части храма устроены галереи с большими окнами в стилистике XVII века. Второй этаж был украшен деревянными расписными столбиками и резьбой. В оконные проёмы барабана были вставлены цветные стёкла. Наружные части стен завершались закомарами с большими живописными панно. Над западным притвором находилась звонница, которую венчала крещатая бочка с главой. На звоннице было 8 колоколов и часы с боем, которые имели как декоративное, так и практическое назначение. По словам современника, «башенные часы с большим циферблатом на три стороны, утопая в резьбе русского стиля, придают ей (церкви) древнефеодальную прелесть». К галереям храма вели три входа: главный под звонницей, северный и южный. Площадь храма составляла около 67 квадратных саженей. Высота от пола до карниза — 16 аршин, от карниза до купола — 9 аршин. Высота галерей — 8 аршин.
Храм не имел внутренней росписи, «дабы чистою простотою, без пестроты приводить душу всякого молящегося к созерцанию главных частей храма». По воспоминанием современника, внутри купол храма «постепенно суживаясь, своей затейливой вязью, вплоть до светлого фонаря главы, ведёт как бы от ступени к ступени взор молящегося к небу». Храм был украшен хоругвями, изготовленными Обществом хоругвеносцев кремлёвских соборов. Хоры и сосновые двери оформлены резьбой. Пол храма был покрыт бетонным паркетом «в шашечку».
Позолоченный четырёхъярусный иконостас с 94 иконами был почти полной копией иконостаса Успенского собора Кремля, за исключением того, что вместо Владимирской иконы Божией Матери была Фёдоровская — родовая икона Романовых. В первом ярусе иконостаса размещались особо чтимые иконы, во втором — иконы двунадесятых праздников, в третьем — собор святых Апостолов, в четвёртом — иконы ветхозаветных святых. Иконостас был увенчан позолоченным восьмиконечным крестом. Иконы четырёх евангелистов находились в киотах, расположенных на большой высоте при переходе от основного объёма храма к шатру. Святынями храма были икона Сергия Радонежского, подаренная хоругвеносцами Сергиева Посада, и икона Божией Матери «Скоропослушница» с горы Афон. Среди чтимых икон были образ Владимирской Богоматери (пожертвованный В. И. Бойковым), икона Георгия Победоносца (дар К. Б. Рукавишникова), икона Казанской Богоматери (пожертвованная архитектором И. П. Хородиновым), икона целителя Пантелеймона (подаренная часовней святого Пантелеймона на Никольской улице), икона апостолов Петра и Павла (пожертвование офицеров 1-го Екатеринославского лейб-гвардейского полка).

## Новый храм
В 1990-х годах появились планы восстановления храма. В августе 2000 года по благословению патриарха Алексия II был создан приход храма преподобного Сергия Радонежского на Ходынском поле. Оригинальных чертежей не сохранилось, и поэтому первый проект нового храма пришлось разрабатывать на основе старых фотографий и архивных документов. Внешне он был похож на старый храм. В марте 2012 года по указу патриарха Кирилла приход был объединён с храмом-часовней Архангела Гавриила в единый храмовый комплекс преподобного Сергия Радонежского на Ходынском поле. Настоятелем храмового комплекса назначен священник Василий Биксей, клирик храма великомученика Георгия Победоносца в Коптеве. Строительство храмового комплекса предусматривалось в рамках проекта планировки парка «Архитектурные ландшафты Москвы» на Ходынском поле. По данным на 2012 год, новый храм планировалось построить не на месте старого, а в нескольких сотнях метров северо-западнее: на углу Ходынского бульвара и бывшей взлётно-посадочной полосы Центрального аэродрома им. Фрунзе, недалеко от проезда Берёзовой Рощи. На этом месте был установлен крест, возле которого 19 июля 2012 года состоялась первая литургия.

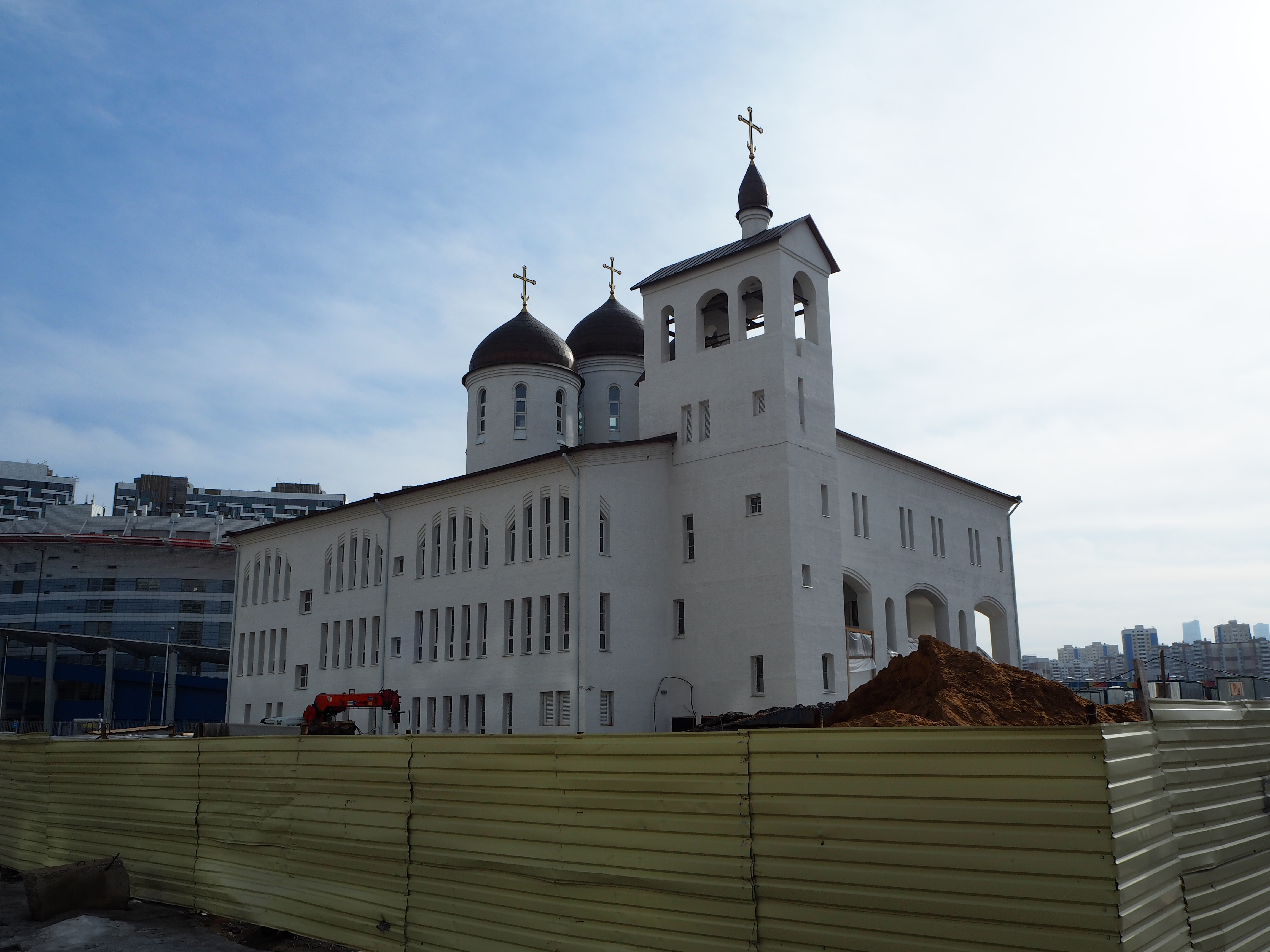
Строящийся храм Сергия Радонежского. 2017 год

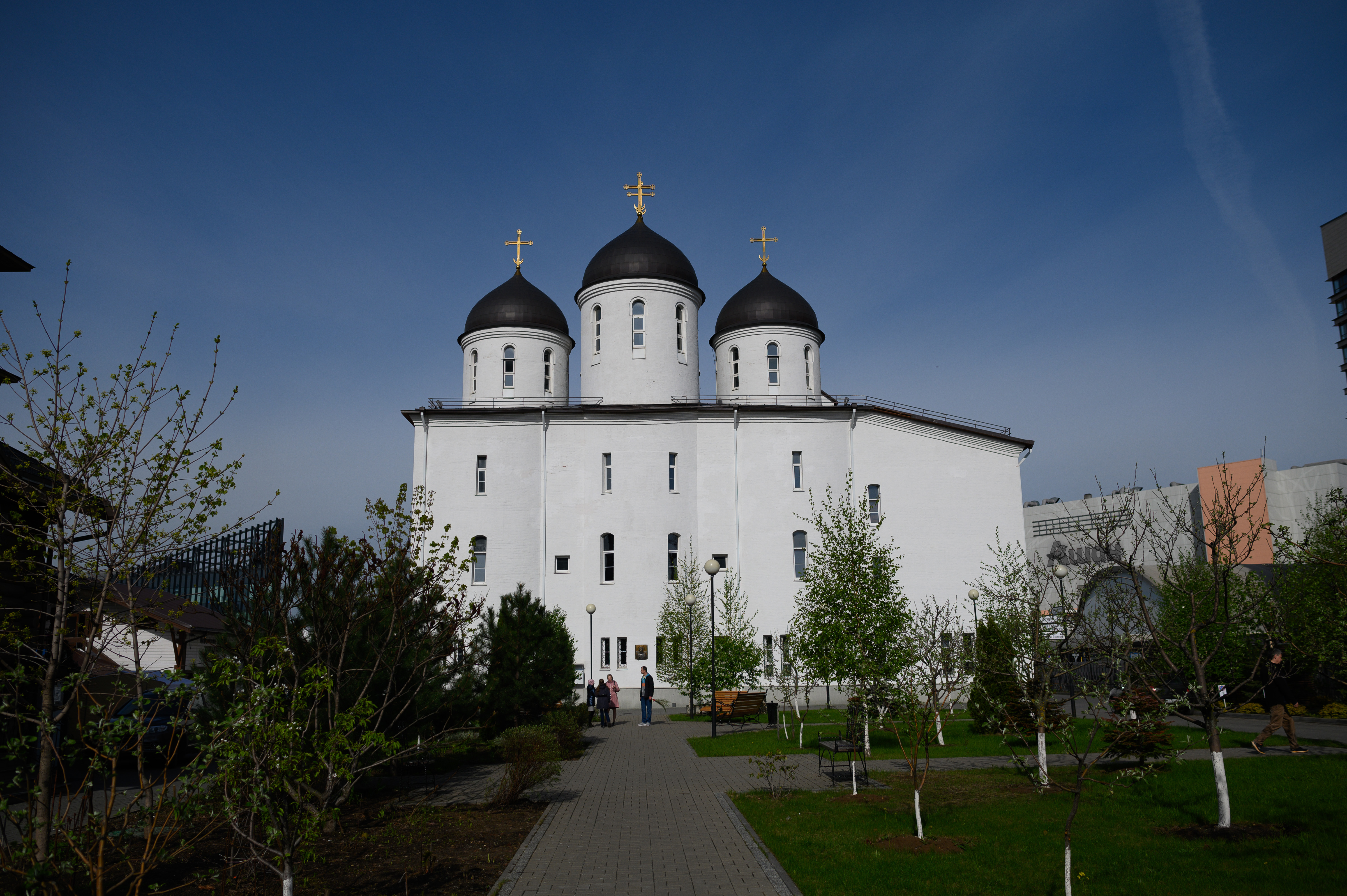
Современный вид храма. 2024 год

На землю, выделяемую под строительство храмового комплекса, претендовало Министерство обороны, которое оспаривало в суде право Москвы распоряжаться ею. Против строительства храма выступали и некоторые жители близлежащих домов.
12 марта 2014 года было принято решение о переносе места строительства храма в начало бывшей взлётно-посадочной полосы напротив Дворца спорта «Мегаспорт». К 5 октября 2014 года там был построен храм-часовня архангела Гавриила, посвящённый погибшим лётчикам. В декабре для строительства храма рядом был выделен участок земли площадью 0,5 га.
В начале 2015 года стал известен новый проект храма, он существенно отличается от старого. По словам архиепископа Марка (Головкова): «Воссоздать в прежнем виде — это была одна из идей. Однако победила другая. Потому что храм должен вписываться в архитектуру. В начале прошлого века в ближайшем окружении были здания отчасти деревянные, отчасти каменные, но невысокие. А сейчас на Ходынке стоят громадины домов, на фоне которых церковь, возведенная по изначальному проекту, потерялась бы». Каменный храм на 1000 человек спроектирован в духе псковской архитектуры XII—XIII веков с пятиглавием и звонницей. Автор проекта — профессор МАРХИ Сергей Яковлевич Кузнецов. По словам куратора программы «200 храмов» Владимира Ресина, «новый храм, с одной стороны, сочетает в себе традиции древнерусского зодчества, с другой — отвечает современному стилю окружающих его построек. Он интересен и по своей планировке: поскольку никаких дополнительных зданий не предполагается, все приходские помещения, в том числе детская школа искусств, будут находиться под одной крышей». В том же 2015 году началось строительство храма.
В 2017 году на Рождество в строящемся храме прошла первая литургия. 22 октября 2017 года патриарх Московский и всея Руси Кирилл совершил Великое освящение храма.